# Cape of Our Hero
"Cape of Our Hero" er den første single fra det danske heavy metalband Volbeats femte studiealbum, Outlaw Gentlemen & Shady Ladies, der blev udgivet i 2013.
Sangen blev godt modtaget af anmelderne og toppede Tracklisten som #6.

## Baggrund
Sangen handler om en dreng, der vokser op. Poulsen udtalte i et interview, at mange drenge læser tegneserier om superhelte og ser deres far som en helt. En dag dør protagonistens far, og drengen holder op med at tro på superhelte. Han bliver fanget af en engel og flyver op i himlen for at lede efter sin far.

## Produktion
Sangen blev til i 2012. Teksten blev skrevet af forsanger og guitarist Michael Poulsen og melodien blev skrevet af hele bandet. Den blev udsendt d. 15. marts 2013 af Vertigo Records som mp3download.
En tilhørende musikvideo blev fremstillet, instrueret af Jakob Printzlau. Størstedelen af videoen følger en dreng som elsker superhelte. Til sin fødselsdag, får han en kappe af sine forældre, så han kan lege superhelt. I sin fantasi flyver han mellem skyerne. Drengens far er soldat og bliver sendt i krig. Mens faderen er afsted tegner drengen superhelte, læser tegneserier, og bruger faderens tøj som erstatning for ham, så de kan lege sammen. Han hænger det op og leger, at de sammen flyver mellem skyerne. Da faderen ikke kommer tilbage, opgiver drengen drømmen om superhelte, og han smider faderens tøj og kappen på gulvet. Til sidst ses drengen, der nu er vokset op, tage sin fars uniform ud af skabet og herefter kappen, som han atter ifører sig. Igennem hele videoen bliver der klippet til bandet, som fremfører sangen.

## Modtagelse
Peter Kubaschk fra onlinemagasinet Powermetal.de beskrev Cape of Our Hero som en "ørehængende midttempo"-sang. Heiko Eschenbach fra onlinemagasiner Metal.de kaldte sangen en "kommerciel hitsingle med en readiovenlig melodi".
About.coms anmelder kaldet melodien bandets hidtil mest catchy. Haevymetal.dk kaldte også sangen både "catchy" og "meget lyttervenlig" og skrev at den akustiske guitar i baggrunden giver en "super god effekt".
Cape of Our Hero toppede Tracklisten som #6 og var på hitlisten i 9 uger. Den nåede også #34 på Østrigs Singlecharts og #68 i Tyskland.